# PRL Park
PRL Park – stadion piłkarski we wsi Newcastle, w hrabstwie Dublin Południowy, na zachód od Dublina, w Irlandii. Położony jest w pobliżu kompleksu przemysłowego Greenogue Business Park oraz lotniska Casement Aerodrome. Obiekt może pomieścić 1000 widzów. Swoje spotkania rozgrywają na nim piłkarki klubu Peamount United FC, mistrzynie kraju w sezonach 2011/2012 oraz 2019. Na początku 2019 roku, po podpisaniu umowy sponsorskiej, obiekt przemianowano na PRL Park, wcześniej znany był jako Greenogue.